# 貝利斯 (伊利諾伊州)
貝利斯（英語：Baylis）是位於美國伊利諾伊州派克縣的一個村落。

## 地理
貝利斯的座標為39°43′43″N 90°50′29″W / 39.72861°N 90.84139°W，而該地最高點為海拔高度263米（即863英尺）。

## 人口
根據2010年美國人口普查的數據，貝利斯的面積為1.21平方千米，當中陸地面積為1.21平方千米，而水域面積為0.00平方千米。當地共有人口205人，而人口密度為每平方千米169人。